# کلم ورذی
کَلِم وُرذی (انگلیسی: Calum Worthy؛ زادهٔ ۲۸ ژانویهٔ ۱۹۹۱) بازیگر، نویسنده و تهیه‌کننده فیلم اهل کانادا است. وی از سال ۲۰۰۱ میلادی تاکنون مشغول فعالیت بوده‌است.

## گزیدهٔ آثار

### سینما
- آخرین میمزی (۲۰۰۷)
- اسکوبی-دو ۲ (۲۰۰۴)
- سال بزرگ (۲۰۱۱)

### تلویزیون
- مرز جنون (۲۰۰۹)
- اسمالویل (۲۰۰۹)
- آستین و آلی
- سوپرنچرال (۲۰۰۸)
- غیب‌گو (۲۰۰۶)
- آکواریوس (۲۰۱۵-اکنون)